# Burkhardtsmühle

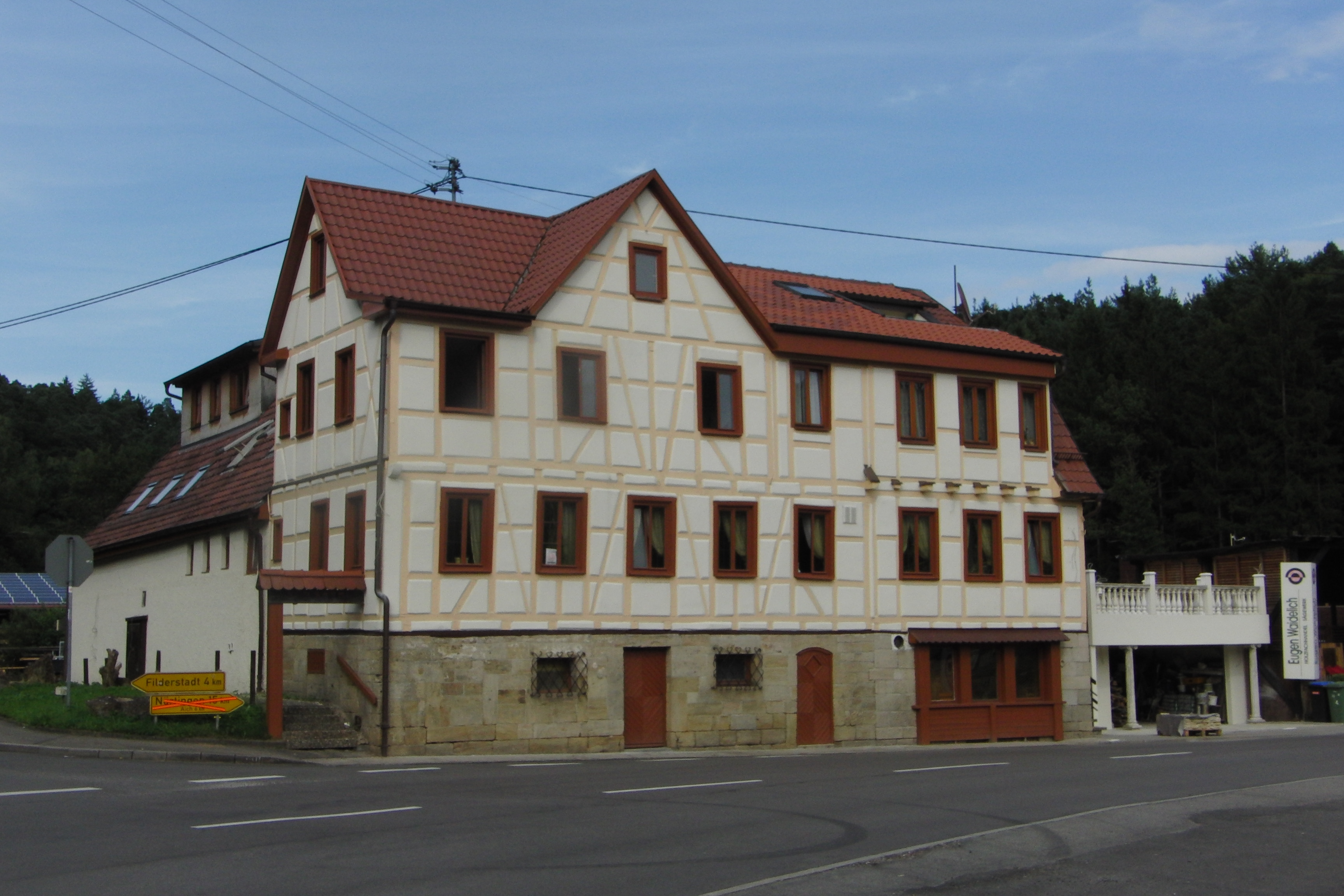
Die Burkhardtsmühle (2010)

Die Burkhardtsmühle ist die elfte, letzte und die jüngste Mühle des Siebenmühlentals im Raum Stuttgart.

## Geografie
Die Mühle liegt auf 340 Meter Höhe über dem Meeresspiegel in der Nähe der Mündung des Reichenbachs in die Aich. Das Haus gehört zur Stadt Waldenbuch im Landkreis Böblingen. In der Nähe der Mühle beginnt der 3,5 Kilometer lange Waldlehrpfad Betzenberg mit sieben Schautafeln, auf denen Geschichte, Geologie, Flora und Fauna des Betzenberges behandelt werden.

## Geschichte
1831 errichtete Friedrich Burkhardt, Müller auf der benachbarten Unteren Kleinmichelesmühle, an der Mündung des Reichenbachs in die Aich eine Sägemühle und eine Hanfreibe. Die Mühle wurde mit Untere Sägemühle und Reichenbacher Sägemühle angedeutet. 1893 wurde der Name Burkhardtsmühle erstmals genannt. Bis 1858 war die Sägemühle im Besitz der Familie Burkhardt, sie wurde dann für 3000 Gulden verkauft an Adam Kämmerle. 1861 wurde sie durch Johann Georg Waidelich aus Fünfbronn im Schwarzwald für 4600 Gulden erworben. Seine beiden Söhne Johann Georg und Christian Friedrich erben die Mühle 1872, 1881 verkauft Christian Friedrich seinen Anteil an seinen Bruder. 1887 ist dort erstmals eine Gastwirtschaft Waldhorn erwähnt, der Wirt heißt Friedrich Bachmann. Vorteilhaft für das Sägewerk und die Gastwirtschaft war die Eröffnung der Siebenmühlentalbahn Leinfelden-Waldenbuch am 22. Juni 1928. Das Bahnhofsgebäude des Haltepunkts existiert bis heute und befindet sich jenseits der Aich südwestlich der Burkhardtsmühle am Streckenkilometer 9,6. 1930 wurde nördlich der Burkhardtsmühle durch Rudolf Waidelich das Plattenharder Freibad errichtet, das sich bei Wanderern großer Beliebtheit erfreute, aber ca. 1941 geschlossen wurde. Seine beiden Neffen übernehmen das Sägewerk wenn Paul Waidelich 1945 auf der Burkhardtsmühle tödlich verunglückt. Der Haltepunkt Burkhardtsmühle hatte große Bedeutung für die Berufspendler aus Neuenhaus, die über Leinfelden nach Stuttgart fahren konnten. 1955 wurde die Bahnlinie wegen zu geringer Rentabilität eingestellt. Seit 1960 ist die ehemalige Bahntrasse zwischen dem Ortsausgang Musberg und dem Ortseingang von Glashütte durchgehend asphaltiert und wird von Wanderern, Radfahrern, Joggern und Inline-Skatern intensiv genutzt. Der Weg auf der ehemaligen Bahntrasse wird durch entsprechende Beschilderung offiziell als Bundeswanderweg bezeichnet.
1962 war die Gegend rund um die Mühle Schauplatz einer Anti-Terror Übung des Landeskriminalamtes Baden-Württemberg. Aufgenommen wurde diese Übung als Polizeilehrfilm mit dem Titel Anti-Terror-Übung mit Beteiligung der damaligen Bundesgrenzschutzeinheit GSG1. Die Burkhardtsmühle selbst diente als Kulisse für das Hauptquartier der fiktiven Terroristen.
Seit 1968 wurde die Burkhardtsmühle für Theateraufführungen genutzt, eine Laientheatergruppe gründete die „Komede-scheuer“. 1974 zog die Theatergruppe in die Mäulesmühle um und in dieser Mühle fanden von 1985 bis 2023 die Aufführungen der schwäbischen Volkstheaterszenen Hannes und der Bürgermeister statt.
Nach zahlreichen Besitzer- und Pächterwechseln und einem längeren Leerstand wurde 2000 der Biergarten Waldmeister wiedereröffnet. Seit 2010 wird die Burkhardtsmühle als griechisches Restaurant Beim Griechen bewirtschaftet.